# Boris Sagal
Boris Sagal (Ekaterinoslav, 18 ottobre 1923 – Portland, 22 maggio 1981) è stato un regista, produttore televisivo e sceneggiatore statunitense di origine ucraina.

## Biografia
Emigrato negli Stati Uniti, frequentò la scuola drammatica dell'Università Yale. Diresse episodi di vari telefilm, per poi passare alla regia di film per il cinema. 
Le sue pellicole più note sono Il patto dei cinque (1957), La squadriglia dei Falchi Rossi (1970), 1975: Occhi bianchi sul pianeta Terra (1971) e Angela (1978).
Per la tv realizzò, tra le altre opere, il film La morte viene dal passato (1971), poi distribuito anche nelle sale, e la miniserie Masada (1981). 
Morì mentre lavorava alla realizzazione del film tv a puntate World War III, colpito accidentalmente dalle pale in movimento di un elicottero. L'incidente avvenne presso il Timberline Lodge, l'albergo ripreso nelle prime scene di Shining di Stanley Kubrick.
Il film fu poi completato nel 1982 con la regia di David Greene.

## Filmografia parziale

### Cinema
- Il californiano (Guns of Diablo) (1965)
- Pazzo per le donne (Girl Happy) (1965)
- La ragazza made in Paris (1966)
- 1975: Occhi bianchi sul pianeta Terra (The Omega Man) (1971)
- Angela (1978)
- Il diario di Anna Frank (The Diary of Anne Frank) (1980)

### Televisione
- The Spiral Staircase – film TV (1961)
- La morte viene dal passato  (Hauser's Memory) – film TV (1970)
- Sherlock Holmes a New York (Sherlock Holmes in New York) – film TV (1976)